# The Iron Lady
(Margaret parlando con Alexander Haig.)
The Iron Lady è un film del 2011 diretto da Phyllida Lloyd, che racconta la vita dell'ex primo ministro britannico Margaret Thatcher, interpretata da Meryl Streep, che per la sua interpretazione ha ricevuto il suo terzo Oscar.
Il resto del cast comprende Jim Broadbent, che interpreta Denis Thatcher, e Anthony Head, nel ruolo del longevo membro del gabinetto Geoffrey Howe.

## Trama
(Margaret Thatcher)
Anni 2000. Margaret Thatcher, ormai affetta dalla malattia di Alzheimer, conduce una vita solitaria, nonostante le preoccupazioni di sua figlia e dei collaboratori. Nella sua mente, ormai compromessa, passato e presente si confondono di continuo, e la donna arriva a immaginare che suo marito Denis Thatcher sia ancora vivo, al punto da discutere continuamente con lui. I suoi ricordi si concretizzano in una serie di flashback che ripercorrono la sua storia.
La giovane Margaret vive a Grantham, dove i suoi genitori gestiscono un negozio di generi alimentari; suo padre, che lei ama molto, è impegnato in politica, mentre la ragazza è di continuo in conflitto con la madre casalinga. Una volta terminate le scuole, Margaret viene ammessa all'Università di Oxford, e successivamente entra a sua volta in politica, abbracciando gli ideali del Partito Conservatore; tuttavia fatica a imporsi in quell'ambiente fortemente maschilista. La donna riesce comunque a ottenere un seggio nella Camera dei Comuni, poco dopo il suo matrimonio con Denis; spronata dall'amico Airey Neave, decide inoltre di candidarsi alla leadership del partito: per questo motivo andrà incontro a un drastico cambio d'immagine e prenderà lezioni di public speaking.
Nel 1979 Airey Neave muore in un attentato a opera dell'Irish National Liberation Army; poco dopo Margaret Thatcher diventa Primo ministro del Regno Unito. Il suo primo mandato si configura presto come molto difficile: la Thatcher vara infatti una politica di austerity che porterà a disordini sociali e al malcontento di una larga rappresentanza del suo stesso partito. Nel 1984 lei stessa, assieme a suo marito, scamperà a un altro attentato dinamitardo nel Grand Hotel di Brighton. Intanto, nel 1982, la sua decisione di riprendersi le Isole Falkland ha come conseguenza lo scoppio della guerra delle Falkland. Intorno alla metà degli anni '80, anche grazie alle sue riforme, il Regno Unito vive un periodo di rinascita economica, che portano Margaret a essere rieletta per ben due mandati consecutivi. Intanto la Thatcher stringe alleanza con Ronald Reagan e si guadagna il soprannome di Iron Lady (Signora di ferro).
All'inizio degli anni '90 la popolarità di Margaret è altissima, ma la sua visione della politica inizia a mostrare segni di cedimento. Il suo stesso partito cerca di farla ritrattare circa la Poll Tax da lei introdotta, ma lei rifiuta; in seguito a un'umiliazione a suo danno, il suo vice Geoffrey Howe si dimette, e ben presto la Thatcher perde quasi tutti i suoi sostenitori. Quando Michael Heseltine si candida come leader di partito, la maggioranza dei Conservatori vota per lui: la perdita della leadership ha come risultato le sue dimissioni da Primo ministro dopo ben 11 anni di mandato. La donna è quindi costretta a lasciare la residenza di 10 Downing Street tra le lacrime, confortata solo da suo marito.
Vent'anni dopo, Margaret rimpiange ancora il brusco termine della sua carriera politica, cosa che la porta a ostinarsi alla vita solitaria; alla fine la donna sembra voler allontanare perfino il fantasma di suo marito: mentre mette via le sue cose, però, si accorge di non essere ancora pronta a lasciarlo andare. Prima di sparire, Denis le risponde che ce la farà con le sue sole forze, come ha sempre fatto. Finalmente serena, Margaret Thatcher può vivere in solitudine i suoi ultimi anni.

## Produzione
Il budget del film è stimato in 14 milioni di dollari statunitensi. Gli effetti speciali digitali sono stati realizzati dall'azienda BlueBolt.

## Distribuzione
Il teaser trailer è stato distribuito l'8 luglio 2011, mentre la prima locandina il 23 settembre 2011, dal sito Yahoo! Movies. Il trailer italiano del film è stato diffuso il 22 dicembre 2011.
Il film è stato distribuito negli Stati Uniti dalla The Weinstein Company il 30 dicembre 2011, in versione limitata, mentre nel Regno Unito è stato distribuito il 6 gennaio 2012. In Italia è distribuito dalla BiM Distribuzione, a partire dal giorno 27 gennaio 2012.

## Accoglienza

### Incassi
Negli Stati Uniti ha incassato 30 milioni di dollari, nel Regno Unito 9 milioni di sterline e in Italia oltre 2 milioni di euro. Complessivamente ha incassato circa 115 milioni di dollari.

### Critica
Il film ha ricevuto recensioni contrastanti da parte delle critica. Da un lato è stata apprezzata non solo l'interpretazione della Streep, ma anche il trucco, gli effetti speciali e la regia. Viceversa, sono state riscontrate alcune inesattezze storiche, in particolare dai figli della Thatcher, Mark e Carol. Parte dell'opinione pubblica è rimasta inoltre turbata dalla visione dell'ex-primo ministro debilitato da demenza, poiché nella vita reale la Thatcher si trovava realmente nelle ultime fasi di lotta contro la malattia di Alzheimer. Per questo motivo il film è stato accusato di portare scarso rispetto nei confronti delle persone malate.

## Colonna sonora
1. Soldiers of the Queen
2. MT
3. Grocer's Daughter
4. Grand Hotel
5. Swing Parliament
6. Shall We Dance?
7. Denis
8. The Great in Great Britain
9. Airey Neave
10. Discord and Harmony
11. The Twins
12. Nation of Shopkeepers
13. Fiscal Responsibiility
14. Crisis of Confidence
15. Community Charge
16. Casta Diva
17. The Difficult Decisions
18. Exclusion Zone
19. Statecraft
20. Steady the Buffs
21. Prelude No. 1 in C Major, BWV 846 (J.S. Bach)

## Riconoscimenti
- 2012 - Premio Oscar
  - Migliore attrice protagonista a Meryl Streep
  - Miglior trucco a Mark Coulier e J. Roy Helland
- 2012 - Golden Globe
  - Migliore attrice in un film drammatico a Meryl Streep
- 2012 - Premio BAFTA
  - Migliore attrice protagonista a Meryl Streep
  - Miglior trucco a Mark Coulier e J. Roy Helland
  - Nomination Miglior attore non protagonista a Jim Broadbent
  - Nomination Miglior sceneggiatura originale a Abi Morgan
- 2012 - Screen Actors Guild Awards
  - Nomination Migliore attrice protagonista a Meryl Streep
- 2012 - AACTA Awards
  - Miglior attrice internazionale a Meryl Streep
- 2011 - Satellite Award
  - Nomination Migliore attrice a Meryl Streep
- 2011 - Boston Society of Film Critics Award 
  - Nomination Miglior attrice a Meryl Streep
- 2011 - New York Film Critics Circle Awards
  - Miglior attrice protagonista a Meryl Streep
- 2012 - London Critics Circle Film Awards
  - Attrice dell'anno a Meryl Streep